# José Refugio González
José Refugio González Cabrera (4 de julio de 1917-18 de diciembre de 1988) fue un jinete mexicano que compitió en la modalidad de concurso completo. Ganó una medalla de oro en los Juegos Panamericanos de 1955, en la prueba por equipos.

## Palmarés internacional
| Juegos Panamericanos | Juegos Panamericanos      | Juegos Panamericanos | Juegos Panamericanos |
| Año                  | Lugar                     | Medalla              | Categoría            |
| -------------------- | ------------------------- | -------------------- | -------------------- |
| 1955                 | Ciudad de México (México) | Medalla de oro       | Por equipos          |